# Echinussa vibrabunda
Echinussa vibrabunda är en spindelart som först beskrevs av Simon 1885 [1886.  Echinussa vibrabunda ingår i släktet Echinussa och familjen hoppspindlar. Inga underarter finns listade i Catalogue of Life.